# Citrontangara
Citrontangara (Sicalis citrina) är en fågel i familjen tangaror inom ordningen tättingar.

## Utseende och läte
Citrontangaran är en liten gul finkliknande tangara med knubbig näbb. Arttypiskt är en vit fläck under stjärten, vilket dock kan vara svårt att se. Hanen är mestadels gul med olivgrön anstrykning på huvud och bröst. Ovansidan är mörkstreckat olivbrun. Honan är gulbruna ovan och ljusgula under med kraftig streckning. Sången består av en snabb och nasal serie, återgiven som "twee-chee-chee-chee-chee".

## Utbredning och systematik
Citrontangaran delas in i tre underarter med följande utbredning:
- S. c. browni – höglandet i Colombia till Venezuela, Guyana och nordöstra Brasilien
- S. c. citrina – östra Brasilien (södra Pará till Goiás, Piauí, östra Mato Grosso och Paraná)
- S. c. occidentalis – Anderna i sydligaste Peru (Puno) och norra Argentina (Tucumán)

### Familjetillhörighet
Liksom andra finkliknande tangaror placerades denna art tidigare i familjen Emberizidae. Genetiska studier visar dock att den är en del av tangarorna.

## Levnadssätt
Citrontangaran hittas i savann, gräsmarker och andra öppna områden.

## Status
Arten har ett stort utbredningsområde och beståndet anses vara stabilt. Internationella naturvårdsunionen IUCN listar den därför som livskraftig (LC).